# 先渡取引
先渡取引 (さきわたしとりひき、英: forward contract) またはフォワード取引は、金融において契約締結時に合意された価格で、指定された未来の時点の資産を売買するための二者間の非定型的な契約であり、デリバティブの一種。
よく行われている先渡取引に、為替予約がある。

## 先渡取引と先物取引
価格や数値が変動する有価証券・商品・指数の未来の売買について、その価格・取引量を事前に決める取引には、この先渡取引 (フォワード取引) のほかに「先物取引 」がある。
先渡取引 (フォワード取引)
取引日と取引量の単位が非定型的 (定型化されていない) で、ほとんどの場合が当業者間での相対取引である。基本的には現物決済を目的とした取引であり、差金決済となるのは例外的である。輸入契約や栽培契約、為替予約が典型で取引単位は大きく、取引所清算機関を介さない相対取引であるため、取引相手に対するリスク（カウンターパーティリスク）が非常に高いことが参加者が当業者に偏る理由である。証拠金取引ではない場合が多い。相対で決めるため、店頭デリバティブ取引となる。
先物取引
取引日（決済日）と取引量の単位が定型的 (定型化されている) で、取引市場で扱われている。ほどんどの場合が現物取引をリスクヘッジするための保証取引が目的である。取引所清算機関が整備されている場合は取引単位も小さく取引相手に対するリスクが管理されており、当業者以外にも広く投資家・投機家の参加が想定されており、現物決済となる場合は少なく、差金決済が多い。証拠金取引である。

## 為替予約
為替予約は、未来のある日に、事前に決めた為替レートと金額で外国為替の取引をおこなう契約。
一般的に、外国為替先渡取引 (為替フォワード) を意味しており、為替変動リスクの回避や、外貨建て定期預金で事前に円建ての金額を確定させたい場合に有効である。
なお、リテールFXは、現物の為替取引と同じ直物為替相場 (スポットレート) で取引する直物取引 (スポット取引) であり、為替予約ではない。

## 外国為替先渡取引
外国為替先渡取引 (為替フォワード, 英: FX forward contract) および通貨先渡取引（英: currency forward contract）は、外国為替の先渡取引 (フォワード取引)。銀行などの金融機関で契約することができる。
銀行と顧客の間など二者間の相対取引で行う非定型的な取引で、二者間で合意すれば受渡日や取引単位を自由に決めることができる。

### 直先スプレッド
直先スプレッド (じきさきすぷれっど, フォワードスプレッド, 英: forward point) は、将来の満期日時点の先渡為替相場 (フォワードレート) と、取引現在時点の直物為替相場 (スポットレート) とのレート差。汎的に 2 つのレート間のひらきを意味するスワップ・スプレッド (英: swap spread) またはスワップ・ポイント (英: swap point) の為替予約の文脈での用語として用いられる。
「直先スプレッド」という言葉は、「現在 (直)」と「将来 (先)」の「ひらき (スプレッド)」を意味しており、先渡為替相場は、直物為替相場に、この直先スプレッドを加算して算定される。
```
先渡為替相場 (フォワードレート)  = 直物為替相場 (スポットレート) + 直先スプレッド (フォワードスプレッド)
[
3
]
```

## 参照
1. ↑  先物取引・先渡取引 | みずほ証券 ファイナンス用語集
2. ↑  先渡取引 基礎ファイナンス 山嵜輝 法政大学大学院経営学研究科講義資料
3. ↑  先渡為替相場 | みずほ証券 ファイナンス用語集